# Cauca (rzeka)
Cauca (hiszp. Río Cauca) – rzeka w Kolumbii, lewy dopływ rzeki Magdalena. Jej długość wynosi około 1000 km, a powierzchnia dorzecza – 80 tys. km².
Jej źródła znajdują się w południowej Kolumbii, niedaleko miasta Popayán, w Kordylierze Środkowej w Andach. Zaledwie kilkanaście kilometrów dalej na południe znajdują się źródła Magdaleny. Cauca płynie cały czas w kierunku północnym w głębokiej dolinie tektonicznej między Kordylierą Zachodnią a Kordylierą Środkową. Po opuszczeniu gór wypływa na niewielką nadbrzeżną nizinę, gdzie tworzy liczne odgałęzienia. Uchodzi do Magdaleny niedaleko miasta Mompós.
Cauca jest żeglowna na odcinku około 600 km. W górnym biegu znajdują się elektrownie wodne. Dolina Cauca to ważny region rolniczy uprawy kawy, tytoniu, kakao i trzciny cukrowej. Z osadów aluwialnych rzeki Cauca wydobywa się złoto i srebro.
Dolina rzeki Cauca w jej górnym i środkowym biegu jest gęsto zaludniona. W jej dolinie (choć nie zawsze nad samą rzeką) znajdują się większe miasta Kolumbii, m.in. Cali, Palmira, Buga, Tulua, Manizales.
Od rzeki Cauca swoje nazwy wzięły departamenty Cauca i Valle del Cauca.

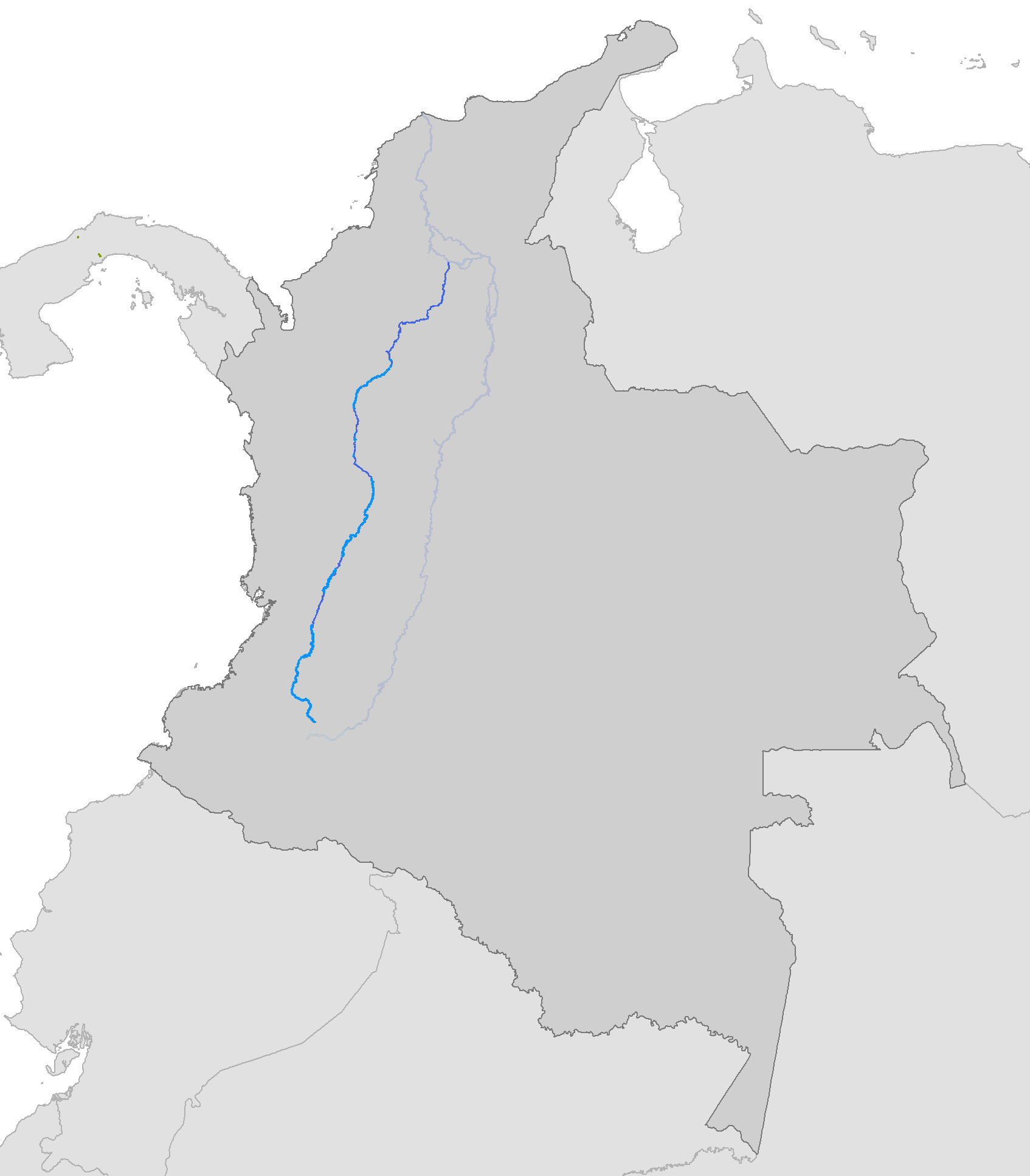
Lokalizacja rzeki